# Dokkumergrootdiep

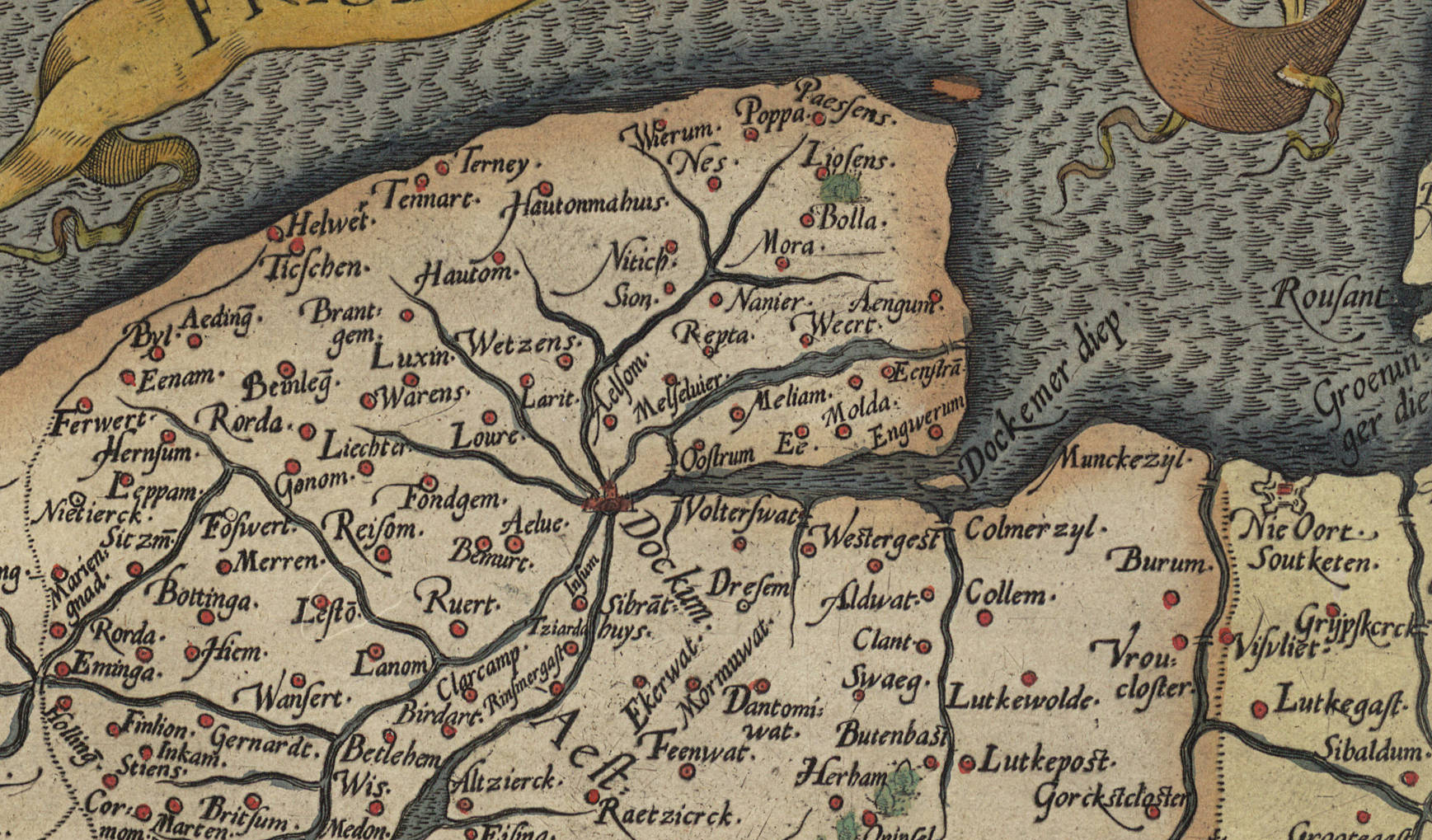
Dokkumerdiep in 1587

Het Dokkumergrootdiep (Fries en officieel: Dokkumer Grutdjip) was met de benedenloop, die Dokkumerdiep (Fries: Dokkumer Djip) wordt genoemd, vroeger de verbinding tussen de stad Dokkum en de open zee. Het grootdiep was een smalle zeearm die vanuit de Lauwerszee tot aan Dokkum naar het westen voerde. Nog voor de aanleg van de eerste dijken functioneerde het Dokkumergrootdiep al als het afwateringswater voor het centrale deel van Oostergo.

## Voor de afsluiting
In 1583 werd in Dokkum een nieuwe sluis aangelegd. Deze sluis (zijl) verving de Oude Zijl (Fries: Aldsyl) die ten westen van Dokkum was gelegen. Tussen de Oude Zijl en Dokkum lagen ook de Bornwirder Zijl en de Dantumazijl, die respectievelijk zorgden voor de afwatering van West-Dongeradeel en West-Dantumadeel. Door de aanleg van de nieuwe sluis ontstonden problemen omdat Dantumadeel en West-Dongeradeel hun water niet meer goed kwijt konden.
Al in 1584 werd een voorstel gedaan om de zeearm bij de Lauwerszee af te sluiten om zo het waterbeheer te verbeteren. Dokkum was hier erg op tegen omdat ze daarmee niet langer een havenstad zou zijn. In de 150 jaar die daar op volgden veranderde de situatie echter. Ondanks dat in 1596 de Dokkumer Admiraliteit nog werd opgericht, waardoor Dokkum een belangrijke stad werd voor de marine van de Republiek der Zeven Verenigde Nederlanden, verloor het grootdiep aan gewicht omdat het stilaan verzandde. De admiraliteit verhuisde in 1645 naar Harlingen en het grootdiep werd een meanderende stroom. Op 16 augustus 1723 werd een voorstel door de Gedeputeerde Staten van Friesland aangenomen dat het Dokkumergrootdiep voorgoed moest afsluiten.

## De afsluiting
Het aangenomen plan voorzag in de bouw van een afsluitdijk en een afwateringssluis in de vorm van een schutsluis. De Leeuwarder architect Claas Bockes Balck zou de sluis bouwen, de waterbouwkundige Willem Loré zou de bouw van de afsluitdijk overzien. 
Op 2 juli 1729 was de afsluiting gereed. Door de afsluiting kwam ongeveer 600 bunder bouwgrond beschikbaar. De drie sluizen in de Wouddijk werden overbodig. In plaats van de 24 kilometer zeedijken aan de noord- en zuidkant van het grootdiep was nu slechts een afsluitdijk van 2 kilometer overgebleven. Bij de afsluiting is het plaatsje Dokkumer Nieuwe Zijlen ontstaan.

## Na de afsluiting
In de 19e eeuw zijn er tal van bochten in het grootdiep rechtgetrokken. Daardoor zijn er vier eilanden in het grootdiep ontstaan, met het nieuwe kanaal (Streamkanaal Willem Loréslûs) van het grootdiep aan de noordkant en het Oude diep (Oud Dokkumerdiep) aan de zuidkant. Het grootste van de vier eilanden is het oostelijke, dat tegen Engwierum aan ligt. Op dit eiland staan een paar boerderijen en enkele huizen. Het eiland is enkel te bereiken via een brug bij Engwierum. 
Bij de afsluiting van de Lauwerszee op 23 mei 1969 is ook een nieuwe sluis in de afsluitdijk van het grootdiep in gebruik genomen. Door de afsluiting van de Lauwerszee voert het grootdiep nu ook voorbij de sluizen bij Dokkumer Nieuwe Zijlen. Het diep draait er om de Engwierumer polder naar het noorden, loopt tussen die polder en het Diepster Bos door, en komt een paar kilometers verder uit in het Lauwersmeer.

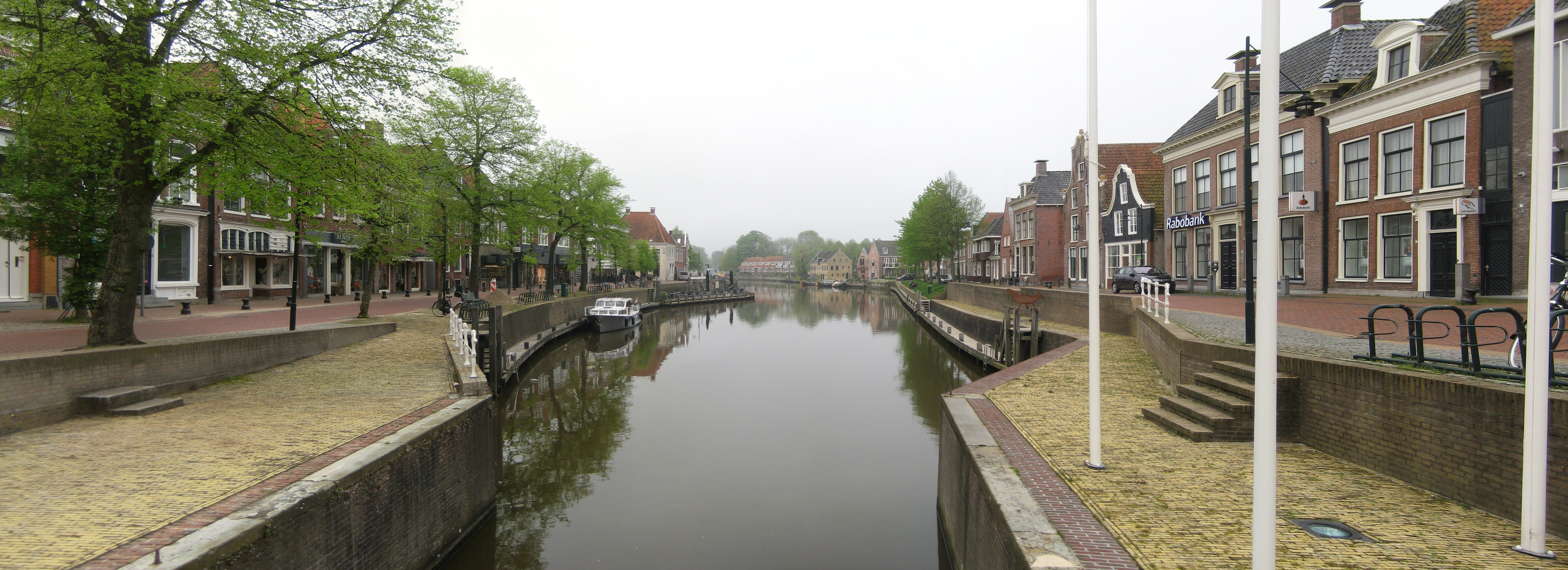
Het Grootdiep, gezien in oostelijke richting vanaf De Zijl in Dokkum (2014)